# Добровольський Олексій Дмитрович
Доброво́льський Олексі́й Дми́трович (4 липня 1907, Москва — 19 грудня 1990, Москва) — радянський океанограф, доктор географічних наук, професор, почесний полярник. Один з найстаріших професорів Московського державного університету імені М. В. Ломоносова, завідувач кафедри океанології, двічі лауреат Державної премії, широко відомий у наукових колах учений — дослідник океану, наставник молоді. За словами академіка А. С. Моніна: «класиком фізичної океанографії».

## Біографія

### Дитинство
Олексій Дмитрович Добровольський народився 4 липня 1907 року в Москві, в родині мирового судді. Його батько — Добровольський Дмитро Васильович, юрист, мировий суддя, після 1917 року — юрисконсульт. Мати — Добровольська Ганна Францівна, викладала французьку мову. 1911 року родина переїхала до Акмолинської області, а 1914 року — до Омська. Після революції умови життя в Сибіру в умовах громадянської війни були надзвичайно важкими. Сім'я зазнала багато лиха, у місті лютував тиф, був голод, зимою мерзли від браку дров і теплого одягу, і на долю хлопця випало багато недитячих турбот. Однак, незважаючи ні на які труднощі, він продовжував наполегливо вчитися. 1922 року родина повернулася до Москви, де пройшло вся подальше життя Олексія Дмитровича.
1924 року Олексій закінчив середню школу, і став готуватися до вступу до Московського університету, але через «непролетарське» походження довго не міг здійснити мрію. Юнак розносив газети, потім працював тренером у школі плавання. Він дуже добре плавав, в молодості успішно займався стрибками у воду, навіть був чемпіоном Москви з цього виду спорту.

### Освіта
1928 року Олексій Дмитрович вступив на фізико-математичний факультет Московського університету, обрав для себе спеціалізацію геофізика. Йому довелося слухати лекції таких знаменитих професорів, як Д. Є. Меньшов, М. М. Лузін, С. В. Вавілов. Геофізичний цикл фізмату університету незабаром був перетворений в окремий факультет, а через деякий час виведений із складу університету у вигляді трьох самостійних інститутів: Геофізики, Геологорозвідувального і Гідрометеорологічного. О. Д. Добровольський, виявив схильність до морезнавства і обрав Московський гідрометеорологічний інститут (МГМИ), який закінчив за спеціальністю гідрологія моря в 1931 році.

### Дослідницька діяльність
Науковим керівником О. Д. Добровольського в Гідрометеорологічному інституті був професор М. М. Зубов. Звідси виникло їх знайомство, що незабаром переросло у творчий союз, і почалася багаторічна спільна діяльність у галузі гідрології моря, яка тривала до кінця життя М. М. Зубова. Вести гідрологічні дослідження О. Д. Добровольський почав ще в студентські роки, працював в експедиціях на Баренцовому, Чорному і Чукотському морях, брав участь у кількох арктичних рейсах суден «Персей» і «Микола Кніпович», що вперше обійшло з півночі архіпелаг Земля Франца-Йосипа. Після закінчення інституту був направлений до Криму, в Феодосію на посаду старшого гідролога Гідрометеорологічного інституту Чорного і Азовського морів. Одночасно з роботою в інституті він в 1932—1934 роках викладав у Феодосійському гідрометеорологічному технікумі. Прекрасною школою для О. Д. Добровольського в ці роки виявилася співпраця з М. М. Кніповичем, І. І. Месяцевим, Л. А. Зенкевичем, В. В. Тимоновим — чудовими вченими, ентузіастами науки, людьми високої культури.
1934 року, на запрошення професора Зубова, він зайняв посаду асистента кафедри океанології Московського гідрометеорологічного інституту. Перша в країні кафедра океанології перебувала тоді в стадії становлення. Крім Зубова і Добровольського в штаті кафедри був ще тільки один лаборант, і завантаженість викладацькою діяльністю, а також вирішенням багатьох неминучих організаційних питань була дуже висока, проте молодий асистент знаходив час для наукових досліджень і працював над кандидатською дисертацією.

### Німецько-радянська війна
З початком німецько-радянської війни професор М. М. Зубов у чині капітана 2-го рангу добровільно пішов служити на флот. У жовтні 1941 року гідрометеорологічний інститут був переведений на воєнний стан, перетворений у Вищий військовий гідрометеорологічний інститут (ВВГМІ) і евакуйований до Ленінабада. Головним завданням перетвореного інституту була підготовка кваліфікованих гідрометеорологічних кадрів для потреб фронту, студенти стали курсантами. На перших порах викладацьких кадрів у ВВГМІ не вистачало, і О. Д. Добровольський деякий час виконував обов'язки начальника кафедри океанології. Пізніше на цю посаду прибув з Ленінграда професор О. К. Леонтьєв. 1942 року на Вченій раді ВВГМІ О. Д. Добровольський захистив кандидатську дисертацію на тему «Вплив атлантичних вод на гідрологічний режим Арктичного басейну».
У серпні 1943 року ВВГМІ повернули з евакуації до Москви, але незабаром інститут перевели до Ленінграда, де він знову став цивільним навчальним закладом — Ленінградським гідрометеорологічним інститутом.
В жовтні 1944 року О. Д. Добровольський став докторантом Лабораторії океанології (пізніше перетвореної на Інститут океанології АН СРСР імені П. П. Ширшова (ІОАН)), де він пропрацював довгі роки. Добровольський брав активну участь у створенні та становленні інституту, в переобладнанні та оснащенні першого радянського океанського науково-дослідного судна «Витязь». З 1945 року А. Д. Добровольський почав читати лекції з різних аспектів океанології на кафедрах полярних країн і гідрології географічного факультету Московського університету. Тут 1948 року відновилася його спільна з М. М. Зубовим викладацька діяльність у вищій школі.

### Інститут океанології РАН
З 1947 року Олексій Дмитрович — старший науковий співробітник, завідувач відділом фізичної океанографії Інституту океанології. 1948 року він захистив докторську дисертацію на тему «Водні маси в північній частині Тихого океану». У цій роботі ним було сформульовано визначення терміна «водна маса», що згодом стало загальновживаним. Докторська дисертація Добровольського для свого часу була виключно актуальною, багато її положень широко використовувалися при підготовці студентів, в роботах аспірантів і співробітників. «Зачитаний» студентами важкий том докторської дисертації О. Д. Добровольського на жаль так і не був виданий.
1949 року О. Д. Добровольський брав участь у першому пробному рейсі Чорним морем нового наукового судна «Витязь», який став флагманом радянського дослідного флоту. В наступні роки він керував гідрологічними дослідженнями далекосхідних морів та північної частини Тихого океану, за що 1951 року був удостоєний звання лауреата Державної премії СРСР.

### Кафедра океанології МДУ
1953 року, за пропозицією Н. Н. Зубова, професор О. Д. Добровольський був обраний завідувачем новоствореної кафедри океанології на географічному факультеті Московського державного університету, якою він беззмінно керував до 1987 року. Коли вийшов на пенсію, то й тоді не полишав кафедри, а працював професором-консультантом. Науково-педагогічний стаж 58 років.
Під його керівництвом кафедра випустила понад 400 фахівців вищої кваліфікації з фізичної океанології, які працюють у всіх океанологічних установах Російської Федерації та інших країн. Ставши професором МДУ, Добровольський до 1960 року залишався за сумісництвом завідувачем відділом фізичної океанографії Інституту океанології, і в наступні роки зберіг тісні зв'язки з інститутом, як член вченої ради та заступник головного редактора часопису «Океанология».
Добровольський брав активну участь у розробці та реалізації радянської національної океанографічної програми Міжнародного геофізичного року (МГГ) 1957 року, він керував першою комплексною експедицією на науково-дослідницькому судні «Витязь» за програмою МГГ в Тихому океані. У наступні роки брав активну авторську та редакторську участь у створенні багатотомної монографії «Тихий океан». За цю роботу у складі групи вчених-океанологів 1977 року О. Д. Добровольський був вдруге удостоєний звання лауреата Державної премії СРСР.
О. Д. Добровольський був людиною енциклопедичних знань, володів надзвичайною працьовитістю. При всій своїй зайнятості, знаходив час багато читати, відвідувати театри, виставки, з задоволенням ходив на огляди художньої самодіяльності студентів. Проявляв допитливість і справжній інтерес до всього навколишнього. Був членом багатьох учених рад і комісій, неодмінно відвідував всі їх засідання. Сідав зазвичай в першому ряду, завжди з цікавістю слухав, задавав питання, дуже часто сам брав слово. Ніколи не підвищував голосу, не «розпікав» винного або студента, але вмів, часто алегорично, викласти свою справедливу думку.
О. Д. Добровольський багато років вів велику науково-організаційну роботу, займав пости голови секції океанології і члена президії Науково-методичної ради з вищої гідрометеорологічної освіти Мінвузу СРСР, члена президії секції «Дослідження та освоєння Світового океану» Науково-технічної ради Міністерства вищої освіти СРСР, члена ради Московського університету з проблем Світового океану. Був членом експертної комісії ВАК з докторських дисертацій.
Олексій Дмитрович Добровольський трагічно помер 19 грудня 1990 року, коли прямував на засідання Вченої ради Інституту океанології. Похований на Введенському кладовищі в Москві.

## Нагороди і відзнаки
- 1951 — Сталінська премія II ступеня за дослідження далекосхідних морів і північного сектора Тихого океану[1].
- 1977 — Державна премія СРСР за багатотомну колективну працю «Тихий океан»[1].
- орден «Знак Пошани».
- знак Міністерства вищої і середньої спеціальної освіти СРСР «За відмінні успіхи в роботі».
- почесна грамота Союзу товариств дружби з зарубіжними країнами.
- звання «Почесний полярник».

## Наукові праці
Добровольський Олексій Дмитрович був очільником радянської океанографічної школи (під його керівництвом захищена 41 дисертація), розвинув вчення про водні маси Світового океану, удосконалив методику аналізу водних мас, розробив струнку наукову концепцію про гідрологічні структури Світового океану. Добровольський Олексій Дмитрович був автором понад 120 наукових праць, науковим редактором 35 вітчизняних і зарубіжних монографій з океанології. Брав участь у складанні карт Морського атласу і карт для вищої школи, в написанні статей для Великої радянської енциклопедії. За останні роки за його участю і під його редакцією вийшли друком монографія «Конвективне перемішування», 7 томів монографії «Географія Світового океану», навчальні посібники «Моря СРСР» і «Загальна гідрологія».